# Michael Cuccione
Michael James Cuccione (Burnaby, Vancouver, Columbia Británica, 5 de enero de 1985-Vancouver, Columbia Británica, 13 de enero de 2001) fue un actor y cantante canadiense. Fue mejor conocido por haber sido miembro de la boy band ficticia 2gether.

## Biografía y carrera

### Vida personal
Cuccione nació en Burnaby, Vancouver, Columbia Británica, y se crio en la ciudad de Coquitlam. 

### Carrera en el mundo del espectáculo
En julio de 1997, una solicitud que hizo Cuccione para conocer a la estrella de Baywatch, David Hasselhoff, lo llevó a conseguir un papel en un episodio del programa como el paciente de cáncer de la vida real Charlie Everett Hays.
Los productores del grupo ficticio 2gether ya habían acordado filmar la película para televisión homónima del año 2000 (y más tarde la serie de televisión homónima) en Vancouver cuando descubrieron a Cuccione, y lo eligieron para interpretar el papel de Jason "QT" McKnight en el grupo. La serie fue un éxito inmediato, al igual que la banda sonora del programa. La boy band se hizo tan popular que consiguieron salir de gira y fueron teloneros de Britney Spears. Ambas bandas sonoras llegaron al Billboard Top 100. La película de 2gether se estrenó el 21 de febrero de 2000, y la serie le siguió poco después, el 15 de agosto de ese mismo año, en 10 Spot de MTV.

### Enfermedad
En 1994, cuando Cuccione tenía 9 años, le diagnosticaron linfoma de Hodgkin en estadio 2A, una forma de cáncer que afecta a los ganglios linfáticos. Fue tratado con cinco meses de quimioterapia, pero regresó al año siguiente. Su segundo ataque de la enfermedad hizo metástasis en los pulmones. Necesitó dosis masivas de quimioterapia, un trasplante de médula ósea y doce tratamientos de radiación alrededor del corazón y los pulmones. Entonces estaba libre de cáncer, pero el tratamiento le dejó problemas pulmonares y respiratorios permanentes.
Cuccione se convirtió en un conocido activista en materia de investigación y concientización sobre el cáncer. El actor y cantante fundó la Fundación Michael Cuccione para la Investigación del Cáncer, y convirtió su amor por la música en un esfuerzo de recaudación de fondos al grabar un CD de cinco canciones, Make a Difference. También fue coautor de un libro con su abuela titulado There are Survivors: The Michael Cuccione Story, que habla sobre sus experiencias en la lucha contra el cáncer. Gracias a su esfuerzo, finalmente recaudó 500.000 dólares canadienses, que fueron donados al Hospital de Niños de Columbia Británica. Cuccione hizo muchas apariciones en persona en televisión, radio, en escuelas y hospitales y otros eventos de recaudación de fondos.

### Muerte
Cuando comenzó a grabarse la segunda temporada de 2gether, Cuccione pronto comenzó a sufrir problemas respiratorios debido a complicaciones de sus tratamientos anteriores contra el cáncer y necesitó un tanque de oxígeno en el set. Sus problemas aumentaron, y pronto tuvo que perderse varias grabaciones del programa y también las apariciones públicas del grupo. En diciembre de 2000, Cuccione no pudo luchar contra los efectos de un pequeño accidente automovilístico, y el 4 de diciembre de 2000 ingresó en el hospital con neumonía. Pasó sus últimos días de vida conectado a un respirador, y celebró su última Navidad, Año Nuevo y cumpleaños en el hospital antes de sucumbir a una insuficiencia respiratoria, que causó su muerte el 13 de enero de 2001, ocho días después de cumplir los 16 años.

### Funeral
Miles de personas estuvieron en la Iglesia católica de Santa Elena, en el suburbio de Burnaby, en Vancouver, Columbia Británica, el miércoles por la tarde del 17 de enero de 2001, y nuevamente a la mañana siguiente para llorar su pérdida. Los cuatro compañeros de Cuccione en la banda/elenco 2gether estuvieron presentes en ambos eventos. También estuvo presente David Hasselhoff, quien pronunció el elogio fúnebre y le dedicó una canción. Ambos eventos incluyeron un coro de 75 miembros de la escuela secundaria de Cuccione, Notre Dame Regional Secondary School. Entre los artículos expuestos había fotografías de Cuccione siendo bendecido por el Papa Juan Pablo II, un póster gigante de Cuccione con un osito de peluche y un enorme conjunto de coronas y flores. Durante el jueves, una enorme procesión de limusinas, automóviles y camiones de bomberos acompañó el ataúd de Cuccione por las calles de Vancouver. Fue enterrado en Ocean View Burial Park en Burnaby, Columbia Británica, Canadá.

## Créditos de actuación
- Baywatch (1997) como Charlie Everett Hays
- You, Me and the Kids (1998-2001)
- 2gether the movie (febrero de 2000) como Jason "QT" McKnight
- 2gether the series (agosto de 2000) como Jason "QT" McKnight
- Making the Video (agosto de 2000) como Jason "QT" McKnight

## Créditos de grabación
- Make a Difference
- Banda sonora de la película 2ge+her
- 2ge+her: Again
- Messages from Above[1]